# Ilhéu Laje Branca
L'Illéu Laje Branca és un illot situat a 320 m al nord de la costa de l'illa de Maio al país africà de Cap Verd. És part administrativament del municipi de Maio. L'illot és d'origen volcànic i va estar connectat una vegada amb la resta de l'illa veïna més gran.
L'illot es troba principalment sense vegetació. La seva longitud és de 172 metres i la seva amplària de 148 m. La seva altitud màxima és de 5 m.